# Giochi sudamericani
I Giochi sudamericani (detti anche Giochi ODESUR; in spagnolo: Juegos Sudamericanos; in portoghese: Jogos Sul-Americanos), inizialmente chiamati Giochi della Croce del Sud (in spagnolo: Juegos Cruz del Sur) sono una manifestazione sportiva multi-disciplinare, a cadenza quadriennale, a cui partecipano le nazioni del Sudamerica.
I Giochi, la cui prima edizione è stata disputata nel 1978 a La Paz, in Bolivia, sono organizzati dalla Organización Deportiva Sudamericana (ODESUR). I Giochi sudamericani hanno un proprio equivalente della fiamma olimpica sin dal loro esordio: si tratta della Fiamma del Sudamerica che in ogni edizione viene trasportata da Tiahuanaco in Bolivia, sino alla città ospitante.
Dal 2013 si svolgono anche i Giochi sudamericani della gioventù, riservati agli atleti di età compresa tra i 14 ed i 18 anni.

## Edizioni
| Anno | Edizione                      | Sede                                                   | Date                      | Paesi | Sport | Atleti |
| ---- | ----------------------------- | ------------------------------------------------------ | ------------------------- | ----- | ----- | ------ |
| 1978 | I Giochi della Croce del Sud  | La Paz, Bolivia                                        | 3 - 12 novembre           | 8     | 16    | 480    |
| 1982 | II Giochi della Croce del Sud | Rosario, Argentina                                     | 26 novembre - 5 dicembre  | 10    | 19    | 961    |
| 1986 | III Giochi sudamericani       | Santiago del Cile, Cile                                | 28 novembre - 8 dicembre  | 10    | 17    | 969    |
| 1990 | IV Giochi sudamericani        | Lima, Perù                                             | 1º dicembre - 10 dicembre | 10    | 16    | 1.070  |
| 1994 | V Giochi sudamericani         | Valencia, Venezuela                                    | 19 - 28 novembre          | 14    | 19    | 1.599  |
| 1998 | VI Giochi sudamericani        | Cuenca, Ecuador                                        | 21 - 31 ottobre           | 14    | 24    | 1.525  |
| 2002 | VII Giochi sudamericani       | Rio de Janeiro / San Paolo / Curitiba / Belém, Brasile | 1º - 11 agosto            | 13    | 24    | 2.069  |
| 2006 | VIII Giochi sudamericani      | Buenos Aires, Argentina                                | 9 - 19 novembre           | 15    | 28    | 2.938  |
| 2010 | IX Giochi sudamericani        | Medellín, Colombia                                     | 19 - 30 marzo             | 15    | 31    | 3.751  |
| 2014 | X Giochi sudamericani         | Santiago del Cile, Cile                                | 7 - 18 marzo              | 14    | 34    | 3.499  |
| 2018 | XI Giochi sudamericani        | Cochabamba, Bolivia                                    | 26 maggio - 8 giugno      | 14    | 35    | 4.010  |
| 2022 | XII Giochi sudamericani       | Asunción, Paraguay                                     | 1-15 ottobre              | 15    | 34    | 4.476  |
| 2026 | XIII Giochi sudamericani      | Rosario / Santa Fe, Argentina                          |                           |       |       |        |

## Medagliere
Sotto è riportato il conteggio totale delle medaglie di tutte le edizioni dei Giochi sudamericani sino al 2018. La tabella è ordinata per numero di medaglie d'oro vinte da ogni nazione. Successivamente a parità di ori sono considerate le medaglie d'argento ed in subordine quelle di bronzo.
| #      | Nazione          | Oro  | Argento | Bronzo | Totale |
| ------ | ---------------- | ---- | ------- | ------ | ------ |
| 1      | Argentina        | 884  | 761     | 727    | 2372   |
| 2      | Brasile          | 739  | 601     | 551    | 1891   |
| 3      | Venezuela        | 535  | 469     | 500    | 1504   |
| 4      | Colombia         | 503  | 423     | 400    | 1326   |
| 5      | Cile             | 354  | 455     | 536    | 1345   |
| 6      | Perù             | 190  | 271     | 362    | 823    |
| 7      | Ecuador          | 188  | 244     | 371    | 803    |
| 8      | Uruguay          | 68   | 115     | 146    | 329    |
| 9      | Bolivia          | 35   | 84      | 156    | 275    |
| 10     | Paraguay         | 19   | 44      | 61     | 124    |
| 11     | Panama           | 13   | 18      | 28     | 59     |
| 12     | Suriname         | 9    | 3       | 12     | 24     |
| 13     | Antille Olandesi | 7    | 7       | 17     | 31     |
| 14     | Guyana           | 2    | 4       | 13     | 19     |
| 15     | Aruba            | 0    | 4       | 14     | 18     |
| Totale | Totale           | 3546 | 3503    | 3894   | 10943  |

## Sport
La lista degli sport dell'edizione 1998 non è disponibile.
| Sport o disciplina   | 78 | 82 | 86 | 90 | 94 | 98 | 02 | 06 | 10 |
| -------------------- | -- | -- | -- | -- | -- | -- | -- | -- | -- |
| Atletica leggera     | X  | X  | X  | X  | X  |    | X  | X  | X  |
| Badminton            |    |    |    |    |    |    |    |    | X  |
| Baseball             | X  | X  |    | X  | X  |    |    |    | X  |
| Bocce                |    |    |    |    |    |    |    | X  |    |
| Bowling              |    |    | X  | X  | X  |    | X  | X  | X  |
| Calcio               | X  | X  | X  |    | X  |    |    |    | X  |
| Calcio a 5           |    |    |    |    |    |    | X  | X  | X  |
| Canoa/kayak          |    |    |    |    | X  |    | X  | X  | X  |
| Canottaggio          |    | X  | X  |    |    |    | X  | X  | X  |
| Ciclismo             | X  | X  | X  | X  | X  |    | X  | X  | X  |
| Equitazione          | X  |    |    |    |    |    |    | X  | X  |
| Ginnastica           |    |    |    |    | X  |    | X  | X  | X  |
| Ginnastica artistica | X  | X  | X  | X  |    |    |    | X  | X  |
| Golf                 |    |    |    |    |    |    | X  |    |    |
| Hockey su prato      |    |    |    |    |    |    |    | X  |    |
| Judo                 | X  | X  | X  | X  | X  |    | X  | X  | X  |
| Karate               |    |    |    |    | X  |    | X  | X  | X  |
| Lotta                | X  | X  | X  | X  | X  |    | X  | X  | X  |
| Nuoto                | X  | X  |    | X  | X  |    |    | X  | X  |
| Pallacanestro        | X  | X  |    |    |    |    |    |    | X  |
| Pallamano            |    |    |    |    |    |    | X  | X  | X  |
| Pallavolo            | X  | X  |    |    |    |    |    |    | X  |
| Pattinaggio          |    | X  |    |    |    |    | X  | X  |    |
| Pugilato             | X  | X  | X  | X  | X  |    | X  | X  | X  |
| Rugby a 7            |    |    |    |    |    |    |    | X  |    |
| Scherma              | X  | X  | X  | X  | X  |    | X  | X  | X  |
| Sci nautico          |    |    |    |    |    |    |    | X  | X  |
| Softball             |    |    |    |    | X  |    |    |    | X  |
| Sollevamento pesi    | X  | X  | X  | X  | X  |    | X  | X  | X  |
| Sport acquatici      |    |    | X  |    |    |    | X  |    | X  |
| Taekwondo            |    |    | X  | X  | X  |    | X  | X  | X  |
| Tennis               | X  | X  | X  | X  | X  |    | X  | X  | X  |
| Tennistavolo         |    | X  |    | X  | X  |    | X  | X  | X  |
| Tiro                 | X  | X  | X  | X  | X  |    | X  | X  | X  |
| Tiro con l'arco      |    |    | X  |    |    |    | X  | X  | X  |
| Triathlon            |    |    |    |    |    |    | X  | X  | X  |
| Vela                 |    | X  | X  | X  |    |    | X  | X  | X  |